# Hôn nhân cùng giới ở Pennsylvania
Hôn nhân cùng giới đã được công nhận hợp pháp tại tiểu bang Pennsylvania của Hoa Kỳ kể từ ngày 20 tháng 5 năm 2014, khi một thẩm phán tòa án quận liên bang Hoa Kỳ phán quyết rằng lệnh cấm theo luật định năm 1996 của Thịnh vượng chung về việc công nhận hôn nhân cùng giới là vi hiến. Nhà nước đã cấm công nhận hôn nhân cùng giới theo luật định từ năm 1996. Nó chưa bao giờ bổ sung lệnh cấm như vậy vào Hiến pháp Nhà nước.
Nhà nước chưa bao giờ công nhận kết hợp dân sự hoặc quan hệ đối tác trong nước và là tiểu bang cuối cùng ở khu vực Đông Bắc nơi các cặp cùng giới không thể kết hôn hợp pháp.